# Tolpiodes oligolasia
Tolpiodes oligolasia là một loài bướm đêm trong họ Noctuidae.